# Odqan Patera
L'Odqan Patera è una struttura geologica della superficie di Io.